# Mohamed Benyahia
Mohamed Benyahia (sinh ngày 30 tháng 6 năm 1992) là một cầu thủ bóng đá người Algérie hiện tại thi đấu ở vị trí hậu vệ cho câu lạc bộ tại Giải bóng đá hạng nhất quốc gia Algérie USM Alger.

## Sự nghiệp câu lạc bộ
Vào tháng 6 năm 2015, Benyahia ký bản hợp đồng 2 năm cùng với USM Alger.

## Sự nghiệp quốc tế
Năm 2009, Benyahia từng là thành viên của đội tuyển U-17 quốc gia Algérie that finished second tại 2009 African U-17 Vô địchhip.

## Danh hiệu

### Câu lạc bộ
USM Alger
- Siêu cúp bóng đá Algérie (1): 2016